# Ellen Braga
Ellen Vilas Boas Braga (Recife, 12 giugno 1991) è una pallavolista brasiliana, schiacciatrice del Radomka.

## Carriera

### Club
Ellen Braga muove i primi passi nel mondo della pallavolo nella città di Jacutinga. Successivamente, trasferitasi a Itapira, prosegue la sua traiettoria nel club locale. Nel 2005 partecipa a un torneo paulista con la Sociedade Hípica de Campinas, venendo notata dal Finasa, entrando a far parte del settore giovanile del club.
Nel 2010 fa il suo esordio da professionista, partecipando con la prima squadra dell'Osasco al Campionato Paulista, al campionato sudamericano e al campionato mondiale; sempre nello stesso anno partecipa ai tornei giovanili sia col medesimo club che col Bradesco.
L'esordio in Superliga arriva nella stagione 2011-12, quando viene ingaggiata dal Rio do Sul, vincendo il Campionato Catarinense. Nella stagione seguente approda per un triennio al Pinheiros, club col quale vince la Coppa San Paolo 2014 e la Coppa del Brasile 2015.
Dopo aver difeso i colori del Sesi nel campionato 2015-16, nel campionato seguente approda al Praia Clube con cui conquista lo scudetto 2017-18 e la Supercoppa brasiliana 2018, prima di accasarsi nuovamente all'Osasco nell'annata 2019-20. Nella stagione 2020-21 gioca per la prima volta all'estero, accasandosi al Çan Gençlik Kale, nella Sultanlar Ligi turca, mentre in quella successiva è al Casalmaggiore, nella Serie A1 italiana. Dopo un'annata e mezzo, nel gennaio 2023 lascia il club lombardo accordandosi con le polacche del Radomka con cui disputa la seconda parte della Liga Siatkówki Kobiet 2022-23.

### Nazionale
Nel 2011 viene convocata per la prima volta in nazionale, tuttavia non riesce a esordire in gara ufficiale: durante un allenamento si scontra con la compagna di squadra Claudinha, rimediando una frattura ossea e una rottura dei legamenti del gomito destro. Fa il suo esordio al Montreux Volley Masters 2013, vincendo la medaglia d'oro, mentre due anni più tardi vince il bronzo al World Grand Prix.

## Palmarès

### Club
- Campionato brasiliano: 1

2017-18
- Coppa del Brasile: 1

2015
- Supercoppa brasiliana: 1

2018
- Campionato Catarinense: 1

2011
- Coppa San Paolo: 1

2014
- Campionato sudamericano per club: 1

2010

### Nazionale (competizioni minori)
- Montreux Volley Masters 2013